# Marcgravia dasyantha
Marcgravia dasyantha är en tvåhjärtbladig växtart som beskrevs av Ernest Friedrich Gilg. Marcgravia dasyantha ingår i släktet Marcgravia och familjen Marcgraviaceae. Inga underarter finns listade i Catalogue of Life.